# Tadeusz Reindl
Tadeusz Reindl (ur. 15 sierpnia 1922 w Warszawie, zm. 22 października 2009 tamże) – polski designer, współorganizator Instytutu Wzornictwa Przemysłowego, autor publikacji i audycji na temat wzornictwa.
Podczas II wojny światowej był żołnierzem Armii Krajowej w 3 kompanii batalionu „Kiliński”, brał czynny udział w powstaniu warszawskim.
Od 1945 studiował w Szkole Głównej Handlowej w Warszawie, ukończył podyplomowe studia ekonomiczne w Szkole Głównej Planowania i Statystyki. Działał w polskiej YMCA, należał do Akademickiego Związku Sportowego. Był współorganizatorem Instytutu Wzornictwa Przemysłowego, z którym był związany w latach 1950-1969 i 1985-2003. Pełnił również funkcję członka Rady Wzornictwa, był autorem licznych publikacji dotyczących wzornictwa, brał udział w audycjach na ten temat i angażował się jako ekspert. Należał do Światowego Związku Żołnierzy Armii Krajowej.
Za udział w walce zbrojnej był wielokrotnie odznaczany m.in. Krzyżem Oficerskim i Kawalerskim Orderu Odrodzenia Polski, Warszawskim Krzyżem Powstańczym, Krzyżem Armii Krajowej, Krzyżem Partyzanckim, Medalem za Warszawę 1939-1945.
Spoczywa na cmentarzu Wawrzyszewskim.